# Ferme générale

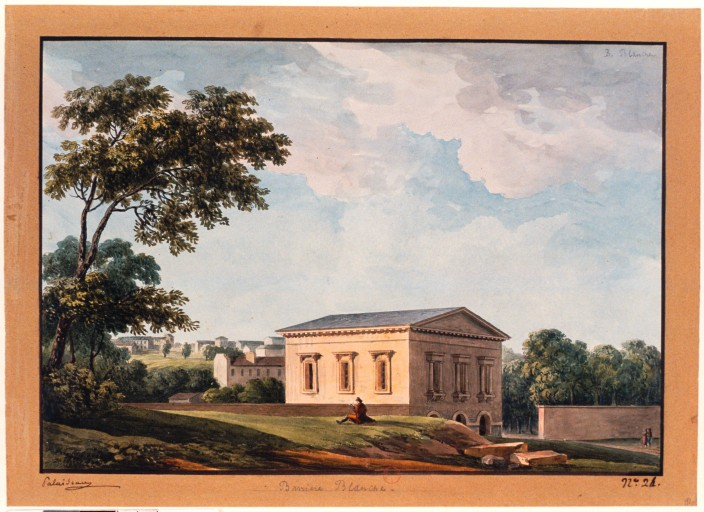
La barrière Blanche, de J. Palaiseau (1819). Un mur de 24 km rodejava París obligant als que volien entrar o sortir a passar per uns controls dels agents de la Ferme génerale, els quals cobraven els imposts. Fou construït entre 1784 i 1790.

La Ferme générale, sota l'Antic Règim a França, és una companyia de financers, privada i privilegiada, encarregada de la col·lecta dels impostos indirectes entre 1726 i 1790.
La monarquia francesa considerava que l'arrendament del cobrament de taxes i imposts li aportava considerables avantatges, com ara ingressos més ràpids i a vegades anticipats o la reducció de les despeses en personal administratiu. Per aquest motiu des de ben prest arrendà el cobrament de diferents imposts. El duc de Sully (1559-1641), un dels principals consellers d'Enric IV (1553-1610), per reforçar el control reial, agrupà el conjunt dels arrendaments en quatre asientos generals o fermes.

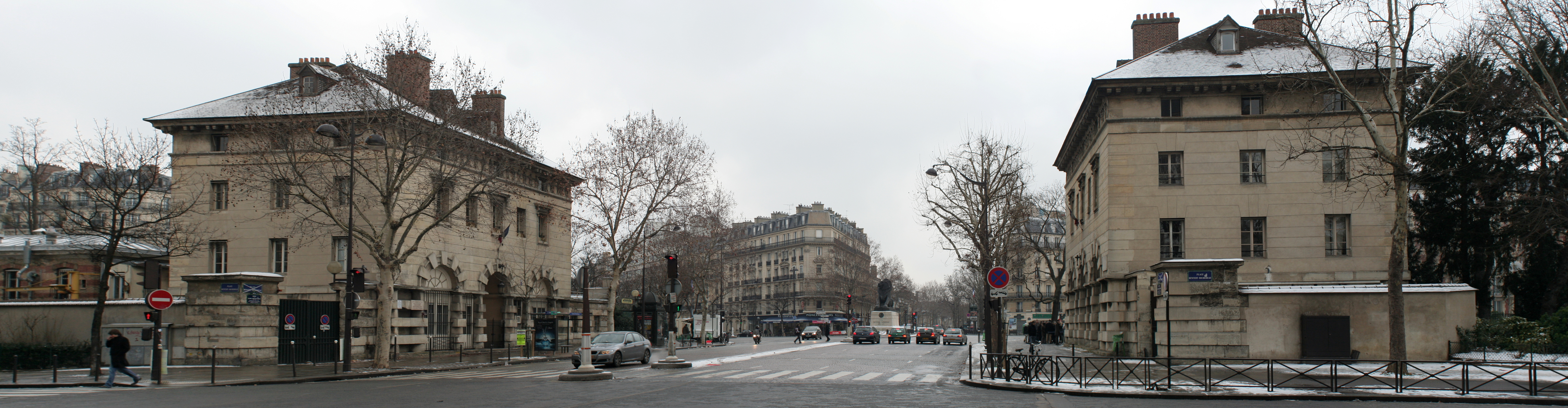
Barrière d'Enfer, a l'actual place Denfert-Rochereau de París. Una de les 5 portes del mur dels fermiers généraux que resten en peu.

Durant les minories de Lluís XIII i Lluís XIV reaparegueren els abusos, la qual cosa obligà al ministre de finances de Lluís XIV Jean-Baptiste Colbert (1619-1683) a seguir amb la reforma del duc de Sully. A les taxes que ja es cobraven Colbert hi afegeix el 1680 la recaptació dels imposts sobre la sal (gabelles), sobre les begudes (aides), sobre les mercaderies que entraven i sortien del regne o de certes províncies (entrées i traites), i els ingressos dels dominis reials, confià les set províncies del centre de França a una única societat de fermiers. Per l'ordenança de juliol de 1681 unificà els asientos del rei en un únic asiento general. Per aquesta raó, es constituí el 1691 la Compagnie des fermiers généraux o Ferme générale. Un arrendament únic era signat pel controlador general de finances per a sis anys, amb una sola persona que actuava com a mandatari dels fermiers généraux. Als sis anys s'havia de realitzar un nou arrendament, si bé la mateixa societat era el que l'aconseguia, i es perpetuava en el temps. Amb l'objectiu de reunir les quantitats necessàries, els fermiers s'associaren i demanaren préstecs a persones a les quals els cedien una part de l'interès, al mateix temps que crearen una disciplinada organització per obtenir de les percepcions el màxim rendiment. Hom ha calculat que una quinta part del total dels imposts recaptats quedava en mans dels fermiers. El 1726 la reforma de Colbert,que havia estat temporal, es convertí en estable.
Hi havia 40 fermiers généraux, excepte entre 1756 i 1780 que foren seixanta, els quals aconseguien immenses fortunes a costa del regne i de les persecucions dels seus agents sobre la població, amb el suport de la justícia i la policia reals. El nombre d'agents oscil·lava entre els 20 000 i 25 000, els quals eren majoritàriament soldats ja llicenciats. Anne Robert Jacques Turgot (1727-1781), ministre de finances de Lluís XVI, intentà abolir la Ferme générale, però no ho aconseguí. Fou l'Assemblea Constituent qui, el 1789, l'abolí definitivament.
Molts dels fermiers généraux foren jutjats després de la Revolució del 1789 durant el Regnat del Terror, declarats culpables i executats. En destaca el químic Antoine Laurent Lavoisier, guillotinat el 8 de maig de 1794 als 50 anys.